# 피어슨 (기업)
피어슨(영어: Pearson PLC)은 영국 런던에 본사를 둔 매체 기업이다. 출판사로서는 전세계에서 가장 높은 지분을 차지하는 회사 중 하나이다. 주로 교육에 관한 것을 출판한다.

## 같이 보기
- 라우틀리지